# Sella Nevea
Sella Nevea (furlansky Nevee, slovinsky Na Žlebeh, německy Neveasattel) je silniční sedlo v nadmořské výšce 1190 m v italské části pohoří Julské Alpy nedaleko trojmezí státních hranic Slovinska, Rakouska a Itálie. Odděluje dominantní vrcholy Monte Canin a Jôf di Montasio.

## Přístup
Sedlem prochází horská silnice spojující města Tarvisio a Chiusaforte. Doprava po silnici je bezplatná. Sedlo je otevřené celoročně s výjimkou velkých sněhových kalamit, kdy průjezdnost zajišťují sněhové frézy. Na sedle je bezplatné parkoviště. Jezdí sem autobus z Tarvisia, linka je v provozu během zimní lyžařské a letní turistické sezóny.

## Klima
Název v překladu Sněžné sedlo získala lokalita díky neobvykle velkým sněhovým přídělům. Důvodem je ostrý horský předěl mezi teplým a vlhkým Jaderským mořem od Benátek k Terstu na jedné straně a chladnými Alpami na straně druhé. V okolí sedla se vysráží vzdušná vlhkost a z oblak se sype velké množství sněhu.

## Stavby
Na sedle a v jeho těsném okolí stojí hotely a turistické rezidence. Pro pěší turisty, lyžaře a skialpinisty slouží jako opěrný bod chata Rifugio Celso Gilberti. Pěší výstup na chatu trvá 2 hodiny. Jezdí k ní také kabinová lanovka přímo ze sedla.

## Lyžování
Skiareál Sella Nevea se rozkládá v nadmořské výšce od 1103 do 2133 metrů. K dispozici je 11 kilometrů upravených sjezdovek, množství freeridových terénů a také několik skialpinistických tras. Sjezdovky obsluhuje údolní kabinková lanovka Canin, vrcholová kabinová lanovká Prevala, krátká dvousedačka Gilberti u stejnojmenné chaty, talířový vlek a pojízdný koberec na cvičné louce v sedle. Zrušeny byly vleky a k nim příslušné sjezdovky Poviz a Slalom. Propojení na slovinskou stranu přes sedlo Prevala do skiareálu Bovec v současné době neexistuje, neboť slovinská lanovka nebyla po havárii opravena. Sezóna 2017–2018 lanovka byla funkční, tak že spojení zase existuje.
Skialpinisté mají zakázaný vstup na sjezdovky. Buď tedy vyjedou do hor lanovkou, nebo pro výstup využijí značenou skitouringovou trasu od dolní stanice lanovky západně od sjezdovek, která vyúsťuje u chaty Rifugio Celso Gilberti.

## Historie
V horském osídlení okolo Sella Nevea se mluví německy, slovinsky a furlansky. Většina štítů a horských sedel má název slovinský. Údolí, jezera, potoky a obce mají názvy spíše německé.
Sedlo bývalo jediným rozumným pěším přechodem z alpských Korutan do jaderských Benátek a Terstu. Zároveň se v údolí pod ním těžilo železo a další kovy. Před 1. světovou válkou byla přes sedlo vybudována silnice stejně jako na vedlejší sedlo Predil a zároveň několik rakouských pevností a vojenských stanovišť. Po prohrané válce Rakousko toto území ztratilo. Italové, kteří přišli po Rakušanech, vybudovali další opevnění a také prohráli, tentokrát ve 2. světové válce. Nepřišli však o území a během Studené války vybudovali systém moderních bunkrů a pevností. Ty do žádných bojů nezasáhly. Zříceniny vojenských staveb i opuštěné doly jsou dnes turistickou atrakcí.
Sedlo a okolní hory před 1. světovou válkou popisuje horolezecký objevitel Julských Alp Julius Kugy v klasické knize Ze života horolezce, kterou napsal roku 1917.

## Galerie

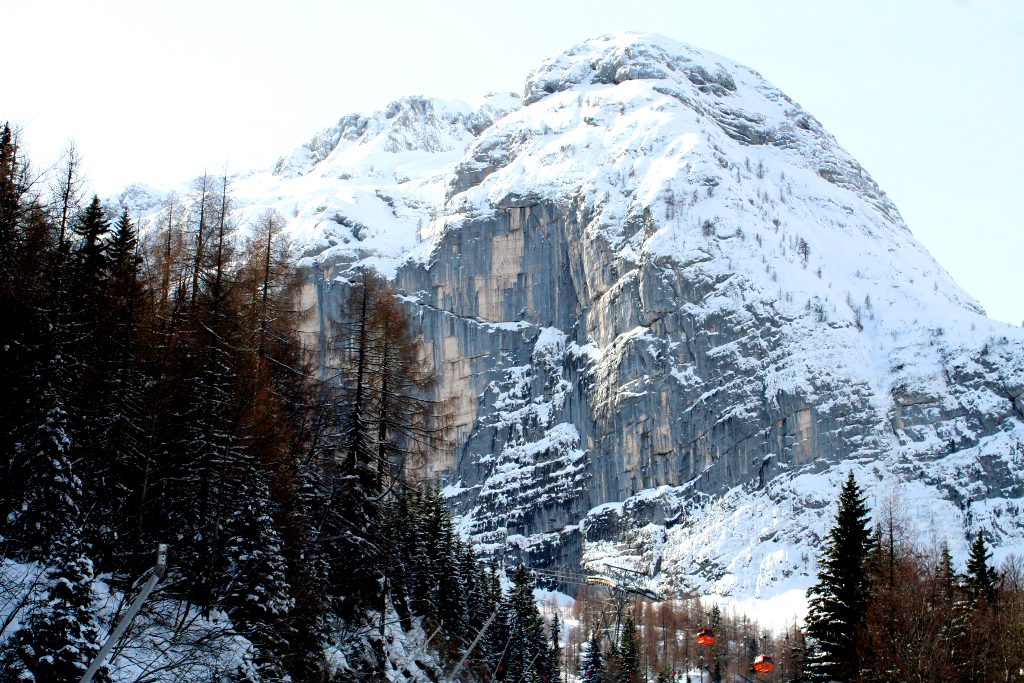
Vrchol Bila Pec (2146 m n. m.) nad Sella Nevea
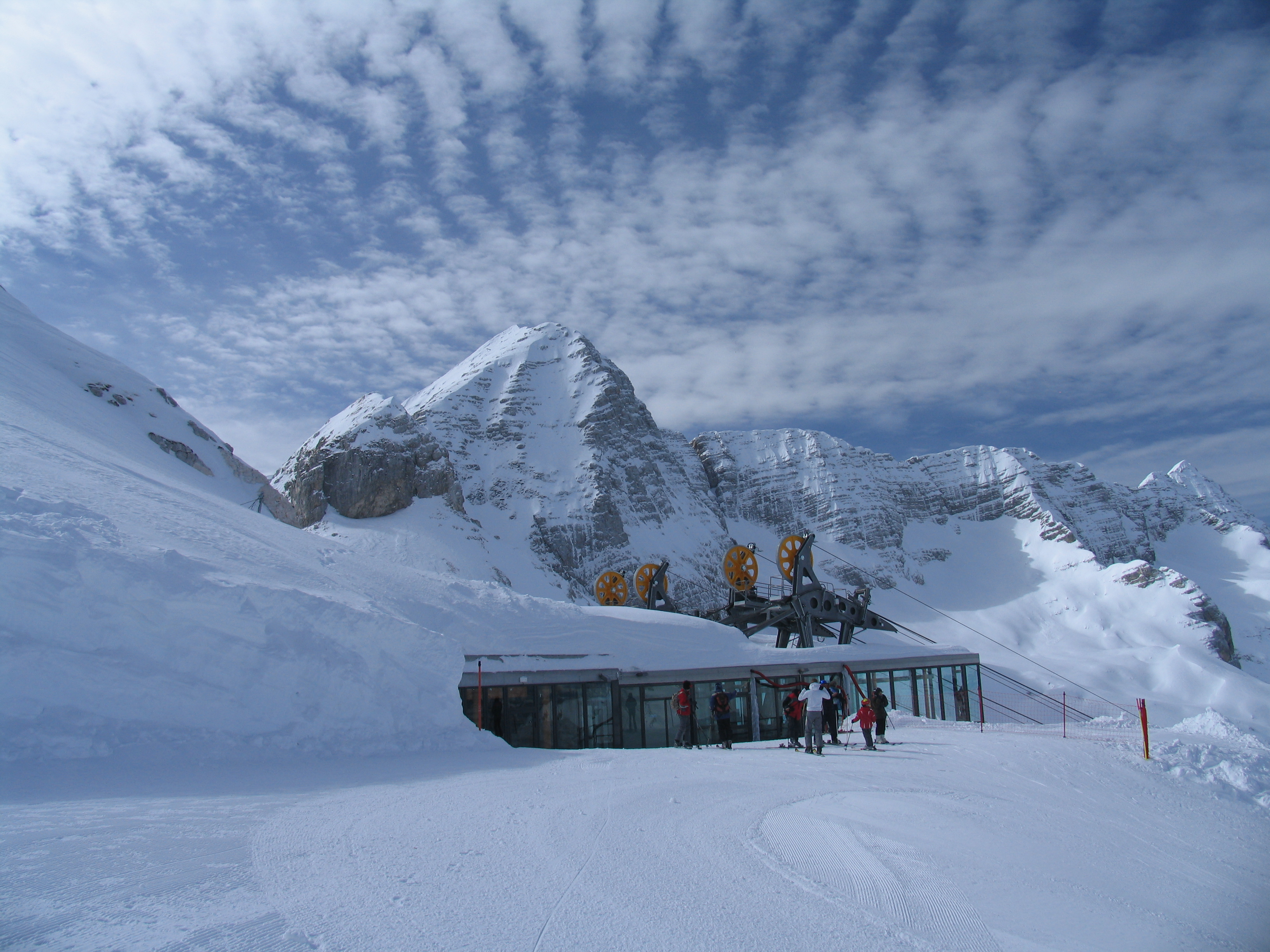
Horní stanice lanovky nad sedlem Prevala
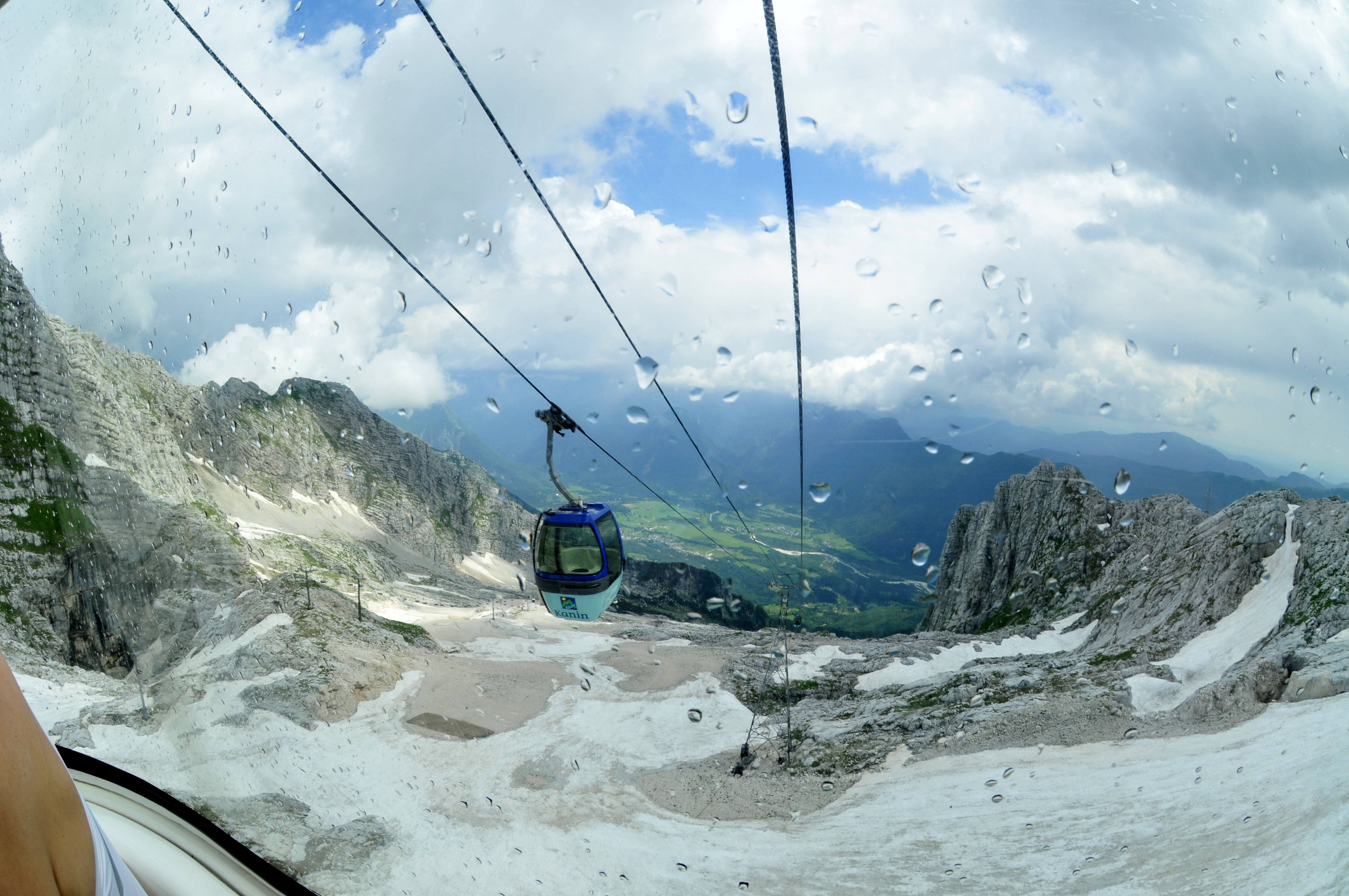
Lanovka ze Sella Nevea na chatu Gilberti
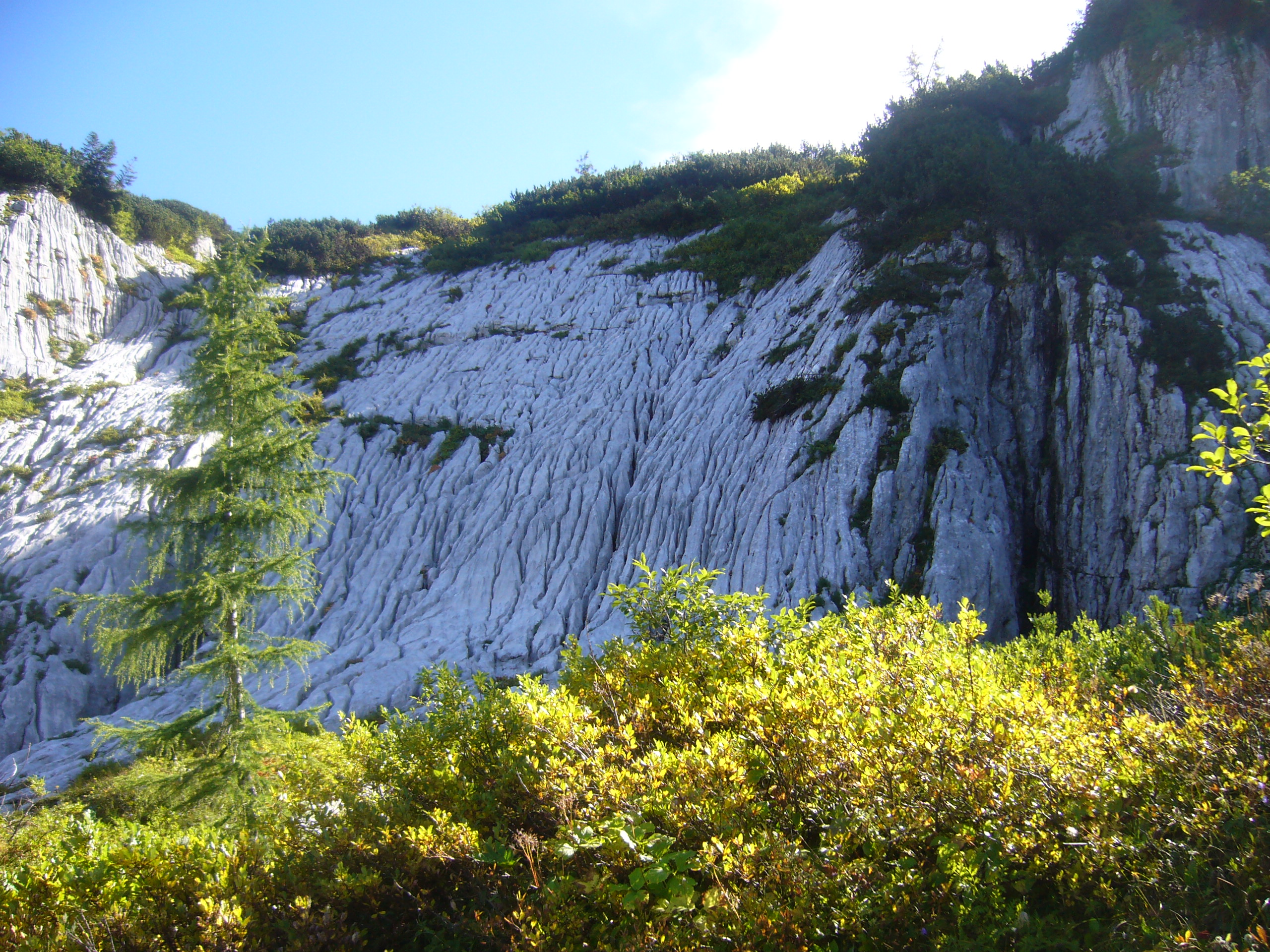
Krasové útvary ve vápenci